# Södermanlands runinskrifter 223
Runinskrift Sö 223 har endast varit några fragmenten efter en runsten som stått utmed den forntida vägen vid Fullbro i Sorunda socken och Nynäshamns kommun på Södertörn. 
Dessa bitar är numera försvunna men Richard Dybeck hann teckna av dem innan dess. En av bilderna visar en runorm i stilen Fågelperspektiv samt några enstaka runor och enligt tillhörande text har stenen ursprungligen varit placerad: "omkring 100 alnar från landsvägen söder om ån, väster om bron, i en åker, omkring 50 alnar från vattnet..."  Runstenen har förutom ett minnesmärke således varit en brosten. Den från runor översatta inskriften lyder enligt nedan:

## Inskrift
Translitterering av runraden:
[...al... · faþiʀ : at · sun : runa(ʀ) ...]
Normalisering till runsvenska:
... faðiʀ at sun runaʀ ...
Översättning till nusvenska:
...fadern efter sonen runor...
I början kunde det stå både ᛅᛚ (al) och ᛅᚢ (au).